# Myodes rex
Myodes rex é uma espécie de roedor da família Cricetidae.
Apenas pode ser encontrada no Japão.
O seu habitat natural é: florestas temperadas.